# Johan August Hall
Johan August Hall, född 25 februari 1863 i Stockholm, död 12 augusti 1894 i Hedvig Eleonora församling, Stockholm
, var en svensk telegramsorterare, kartritare och tecknare.
Han var son till polischefen Johan Hall och hans hustru. Få uppgifter om Halls utbildning och leverne finns noterade. Men man vet att han bemärkte sig som en begåvad 1800-tals dilettant. Vid en utställning på Lilla Paviljongen i Stockholm 1955 visades ett antal av hans och Vilma Roos blyertsteckningar och målningar i pastell och lackfärg upp. Hans konst består av fåglar, exteriörer, blomsterstilleben och landskapsbilder från Visby och Gotland.